# NGC 4348
NGC 4348 is een spiraalvormig sterrenstelsel in het sterrenbeeld Maagd. Het hemelobject werd op 29 december 1786 ontdekt door de Duits-Britse astronoom William Herschel.

## Synoniemen
- MCG 0-32-3
- ZWG 14.23
- KARA 527
- IRAS 12213-0310
- PGC 40284